# Gustav Gull

Gustav Gull, vor 1935, Bildarchiv der ETH Zürich, Foto: Franz Schmelhaus

Gustav Gull (* 7. Dezember 1858 in Altstetten; † 10. Juni 1942 in Zürich) war Schweizer Architekt des Historismus.

## Leben

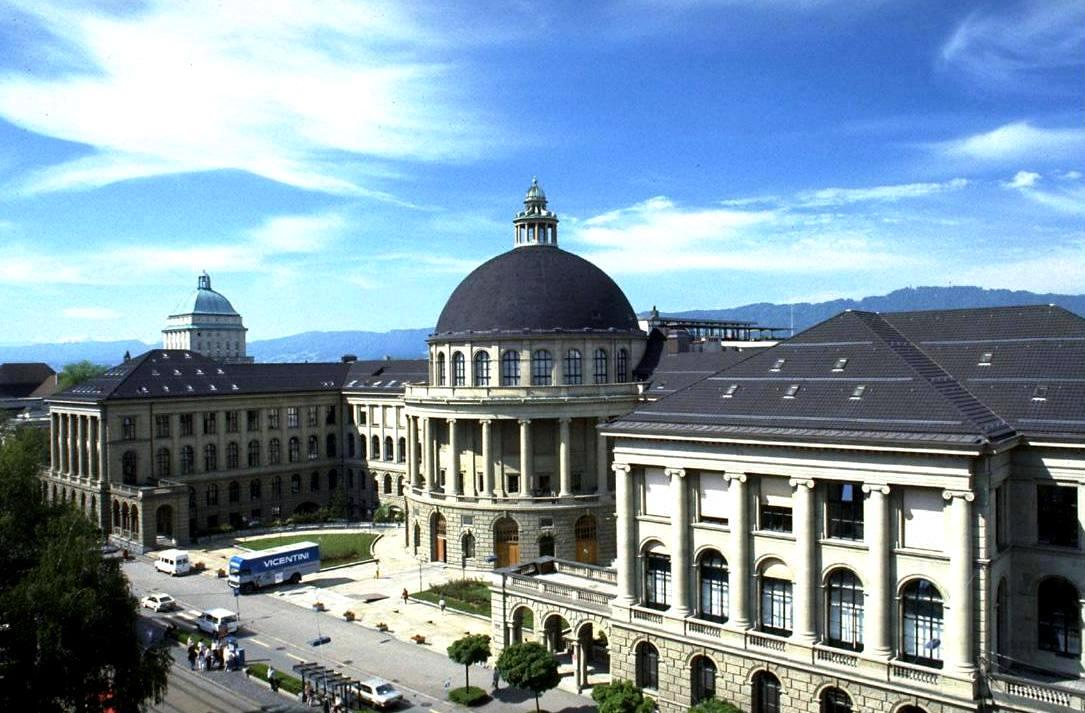
Von Gull neu gebauter Teil der ETH Zürich

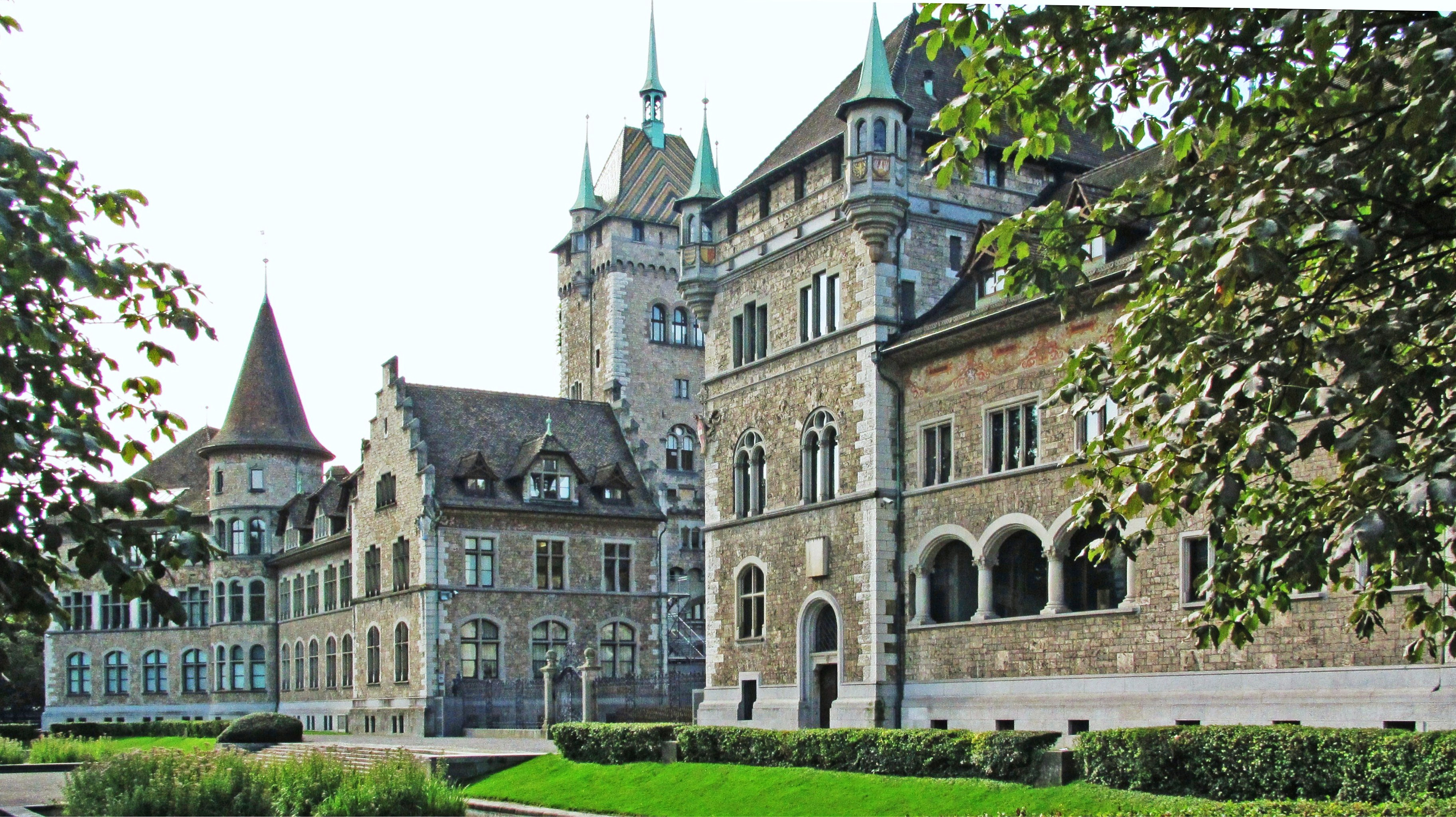
Landesmuseum Zürich

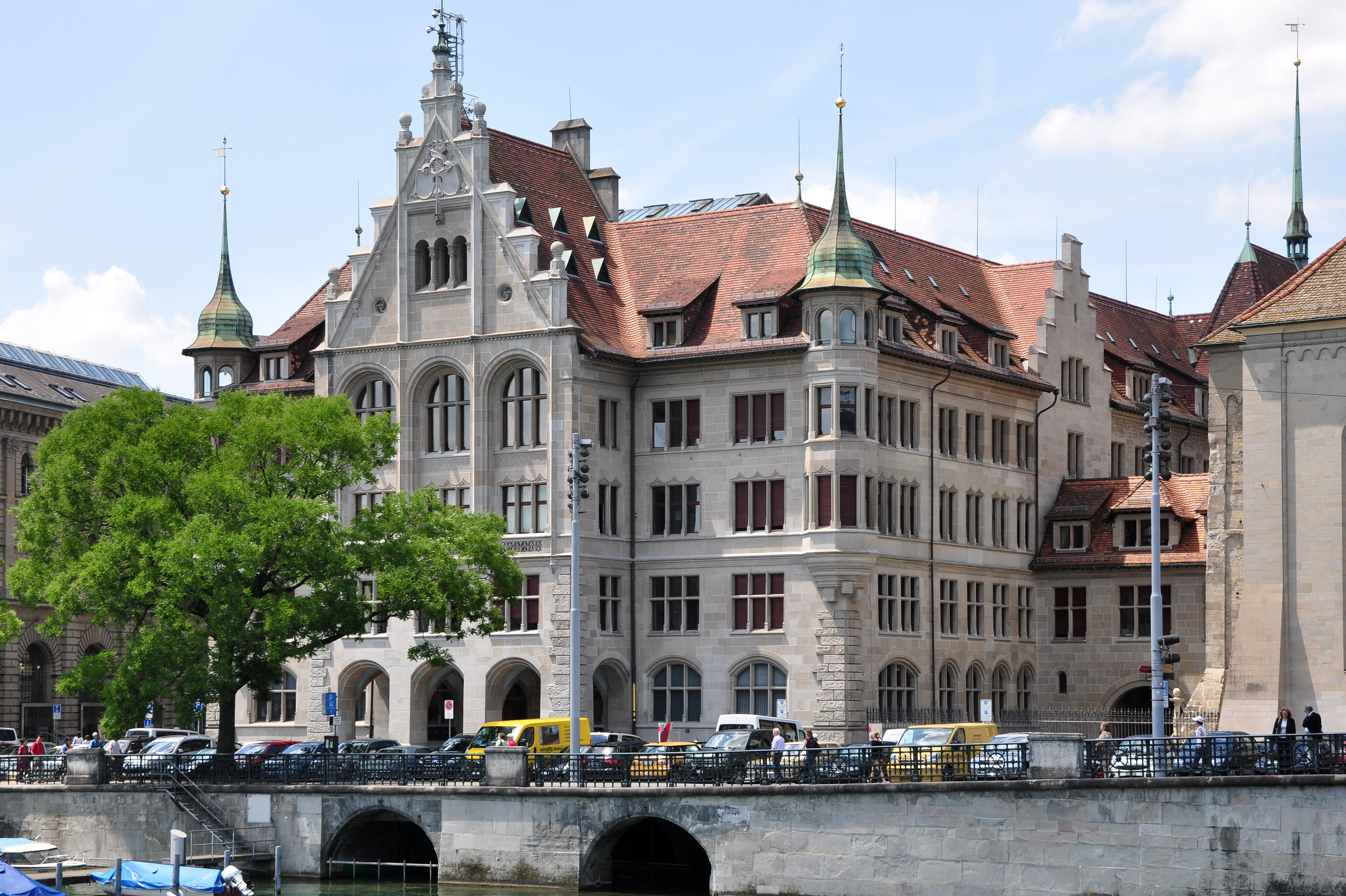
Stadthaus Zürich

Gustav Gull stammte aus einer Baumeisterfamilie. Er studierte 1876–1879 Architektur am Polytechnikum in Zürich und besuchte 1879–1880 Kurse an der École des Arts Décoratifs in Genf. Darauf folgte bis 1882 ein Praktikum bei Benjamin Recordon in Lausanne. Nach einer Italienreise (1883/1884) ging er zunächst eine Partnerschaft mit Conrad von Muralt ein, mit dem er unter anderem in Luzern die Hauptpost Luzern und in Zürich das Lavater-Schulhaus baute. 1890 erhielt er von der Stadt Zürich den ersten Auftrag für die Ausarbeitung eines Plans eines Schweizerischen Landesmuseums. Von 1895 bis 1900 war er Stadtbaumeister in Zürich, anschliessend wirkte er bis 1929 als Architekturprofessor am Polytechnikum Zürich.
Seine Bauten konzentrieren sich mit wenigen Ausnahmen auf Zürich. Massgeblich prägte er die «Urania-Achse» Sihlporte–Uraniastrasse–Mühlegasse, der das Kloster Oetenbach zum Opfer fiel. Von diesem Projekt aus seinen Bebauungsplänen für «Gross-Zürich» wurde nur ein Teil gebaut. Die verwirklichten Teile der Bürostadt «Urania» umfassen das Wohn- und Geschäftshaus mit der Sternwarte Urania sowie die Amtshäuser I–IV.
Unverwirklicht blieb die «Beatenbrücke», wo heute der Mühlesteg verläuft, sowie das «Stadthaus Lindenhof», für das das Quartier Schipfe hätte abgerissen werden sollen. Ebenfalls Utopie blieben der auf der anderen Limmatseite geplante «Zähringer-Durchstich», ein Boulevard quer durch die Altstadt vom Zähringerplatz zum Heimplatz sowie das «Regierungsgebäude Heimplatz».
Ein weiterer Bau Gulls ist das Zürcher Stadthaus, für dessen Bau der nördliche Teil des Kratzquartiers und das Kloster Fraumünster abgerissen wurden; den Rest des Kreuzgangs integrierte Gull in den Innenhof des Stadthauses.

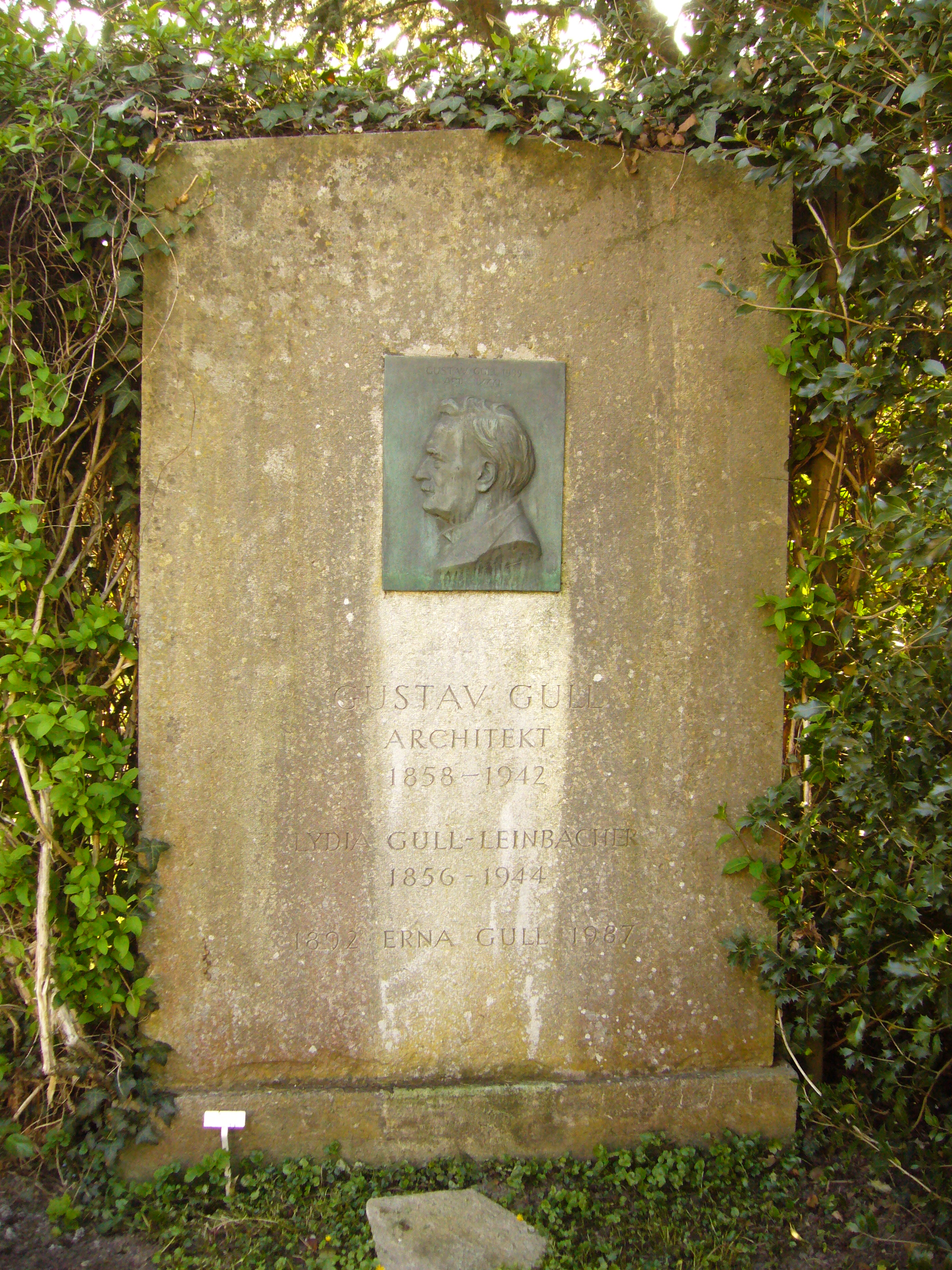
Grab Gustav Gulls, Friedhof Sihlfeld, Zürich

Gulls Grab liegt auf dem Friedhof Sihlfeld.

## Werke (Auswahl)
- Hauptpost Luzern, Luzern, 1887 (mit Conrad von Muralt)
- Schweizerisches Landesmuseum, Zürich, 1892–1898; im Stile eines neugotischen Schlosses erbaut
- «Villa Sihlberg», Zürich, 1898
- Stadthaus Zürich, 1898–1901
- Stauffacherbrücke, Zürich, 1899; Hausteinverkleidung der Stahlbetonbrücke von Robert Maillart
- «Villa Sonnenberg», Hochwachtstrasse 20, Winterthur, 1901–1902
- Restaurant und Sternwarte «Urania», Zürich, 1905–1909
- Schulhausanlage «Aemtler», Zürich, 1908
- Städtische Amtshäuser, Zürich, 1911–1914
- Kuppel und Vorbauten am Polytechnikum, Zürich, 1915–1924; veränderten den Charakter des ursprünglich von Gottfried Semper gebauten Gebäudes völlig

## Bekannte Schüler
- Hermann Herter
- Otto Pfister
- Lux Guyer